# Reebok
Reebok je americká společnost vyrábějící sportovní oblečení, obuv a vybavení. Je to globální obuvní a oděvní společnost, od roku 2021 dceřiná společnost firmy Authentic Brands Group. Reebok vyrábí a distribuuje kondiční a sportovní předměty včetně bot, sportovního oblečení, doplňků, a tréninkového zařízení. Je oficiálním obuvním a oděvním sponzorem UFC, CrossFit a Les Milles.

## Historie
Značku Reebok ("srnka"/"antilopa" v jazyce afrikaans) založil roku 1958 Joseph William Foster v Boltonu u Manchesteru v Anglii. Jeho rodinná firma dodávala sportovní obuv závodníkům LOH 1924. Roku 1958 založili dva Fosterovi vnuci společnost Reebok a roku 1979 se stal jejich distributorem v USA Paul Fireman. Roku 1981 ovládla firmu Reebok USA v Cantonu (Massachusetts) britská firma Pentland a její ředitel Stephen Rubin ji svými nápady i obchodní politikou dovedl k úspěchu. Zejména pestře barevná obuv pro aerobik pro ženy měla veliký úspěch a kolem roku 1985 činil podíl firmy Reebok na americkém trhu skoro 35 %. Roku 1986 vstoupila firma na newyorskou burzu a její světový obrat činil téměř miliardu dolarů. Když odezněla móda aerobiku, začal Reebok vyrábět obuv pro basketbal a také technologie Reebok Pump zaznamenala obrovský úspěch. Byly to elegantní sportovní boty s malou vzduchovou pumpičkou, takže nahuštěná bota výborně přiléhala k noze.
Firma dále rozšiřovala sortiment, například o tenisky, a získala výhradní práva na trička klubů americké první ligy hokeje, basketbalu a dalších sportů, které sponzorovala dodávkami obuvi. Sponzorovala řadu vynikajících sportovců (Venus Williams, Thierry Henry, Andrij Ševčenko aj.) i klubů, postupem času se však začala věnovat hlavně vybavení pro fitness a rekreační sporty. Přesto je například v hokejovém vybavení vedoucí světovou značkou. Od roku 2005 do roku 2021 byla dceřinou firmou německé firmy Adidas. Od února 2021 patří americké firmě Authentic Brands Group, která koupila společnost Reebok od Adidas za nejméně 2,5 miliardy dolarů.